# Castlevania: The Adventure ReBirth
Castlevania: The Adventure ReBirth ist ein Actionspiel mit Jump-’n’-Run-Elementen, das 2009 exklusiv für die Nintendo Wii als WiiWare erschien. Es ist der Nachfolger des 1989 erschienenen Castlevania: The Adventure für den Game Boy.

## Spielprinzip
Seit Graf Draculas Tod vor 100 Jahren herrschte wieder Frieden. Nun ist er wieder auferstanden und will das Land erneut unterwerfen.
Der Spieler übernimmt die Rolle von Christopher Belmont, um Dracula erneut zu besiegen.
Wie in der Spielserie üblich dringt man von Level zu Level tiefer in das Schloss vor und bekämpft mittels einer Peitsche Getier wie z. B. Fledermäuse, Skelette oder Zombies. Dabei kann der Spieler allerlei Items wie Tränke oder alternativen Waffen einsammeln.
Im letzten Level steht man Dracula als Endgegner gegenüber. Nebenbei gilt es einen möglichst hohen Highscore zu erzielen.
Die Spielgrafik ist im klassischen 16-Bit-Stil (vgl. SNES) gehalten und wird als Side-Scroller dargestellt.

## Kritiken
Metacritic errechnete einen Metascore von 78/100 basierend auf 22 Kritiken.
Das deutschsprachige Wii Magazin Nr. 3/2010 vergab dem Spiel eine Wertung von 83 %.

## Soundtrack
Der offizielle Soundtrack erschien unter den Titel Dracula Densetsu ReBirth & Contra ReBirth Original Soundtrack am 24. März 2010 in Japan für 2.520 ¥ auf CD-ROM.